# 熊伯龍
熊伯龍（1617年—1669年），字次侯，號鍾陵，湖廣漢陽人。清初翰林。
熊伯龍於順治六年（1649年）中式己丑科一甲第二名進士（榜眼），授編修。官至侍讀學士。著有《榖詒堂詩集》。另有《无何集》，體現了無神論思想。